# Edsel Corsair
Der Edsel Corsair war ein PKW der oberen Mittelklasse, den die Ford Motor Company in Dearborn (Michigan) unter dem Markennamen Edsel in den Modelljahren 1958 und 1959 herstellte. Der Name Corsair (dt.: Korsar) war außerdem ursprünglich für den dann Henry J genannte Kleinwagen von Kaiser-Frazer vorgesehen.

## 1958
Der Corsair stellte die zweithöchste Ausstattungsvariante in der Edsel-Modellpalette dar. Zusätzlich zur luxuriösen Innenausstattung besaß der Corsair Zierleisten in Edelstahl und edle Radkappen. Der Wagen war auf dem von Mercury übernommenen Fahrgestell mit langem Radstand (3150 mm) aufgebaut. Wie der Citation teilte der als 2- oder 4-türiges Hardtop-Modell erhältliche Wagen die Dachlinie und die inneren Karosseriebleche mit den Mercury-Modellen. Karosseriebleche des Corsair oder Citation sind nicht mit den beiden anderen Limousinenmodellen von Edsel, Ranger und Pacer austauschbar, da diese Fahrzeuge auf Fahrgestellen von Ford-Grundmodellen stehen.
Wie auch der Citation, wird der Corsair von einem V8-Motor mit 6675 cm³ Hubraum angetrieben, der 345 bhp (257 kW) leistet. Auch hat er Edsels 3-stufige Teletouch-Automatik. Anders als andere Modelle des Ford-Konzerns, die den Wählhebel am Lenkstock hatten, hatte das Teletouch Wahltasten in der Lenkradnabe, wo bei anderen Autos die Hupe angeordnet war. Im Notfall konnte es zu Fehlbedienung und Beschädigung des Automatikgetriebes kommen, wenn der Fahrer anstatt des Hupenrings die Tasten in der Lenkradnabe betätigte.
Auch der Corsair war ein Marketingflop, wie seine Schwestermodelle. 1958 entstanden 9.987 Exemplare, nur etwas mehr als vom Citation. 3.632 Hardtop-Coupés (3.312 aus US-Fertigung, 320 aus Kanada) standen 6.355 Hardtop-Limousinen (5.880 aus US-Produktion, 475 aus Kanada) gegenüber. Die Verkaufspreise lagen zwischen 3311 US-$ und 3390 US-$.

## 1959

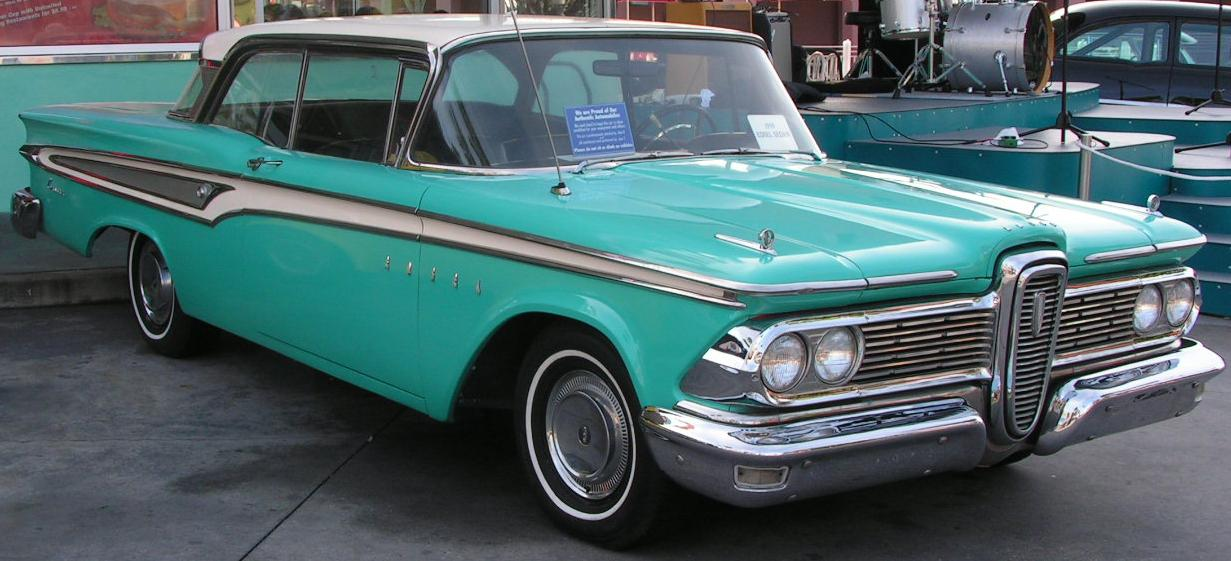
Edsel Corsair (1959)

Die 1959er-Modelle wurden im Herbst 1958 eingeführt. Allerdings gab man die Modelle Citation und Pacer auf, ebenso wie die störungsanfällige Teletouch-Automatik.
Das Styling der Edsel war in diesem Jahr wesentlich weniger auffällig, besonders auch der vertikale Kühlergrill, der nun ein feingliedriges Muster besaß. Der Corsair stellte nun nach dem Wegfall des Citation die luxuriösere Variante in der Edsel-Modellpalette dar. Im Unterschied zu 1958 teilte nun der Corsair Fahrgestell und Karosserie mit dem Ranger und unterschied sich von diesem nur durch die bessere Ausstattung. Es kamen auch zwei neue Karosserievarianten dazu: eine 4-türige Limousine und ein 2-türiges Cabriolet.
In diesem Jahr hatte der Corsair nur noch 3048 mm Radstand und war standardmäßig mit dem Ford-V8-Motor mit 5441 cm³ Hubraum ausgestattet, der 225 bhp (165 kW) bei 4400 min−1 abgab. Dazu gab es ein handgeschaltetes Dreiganggetriebe oder eine zweistufige Mile-O-Matic.
Nach 9.319 Einheiten 1959 wurde der Corsair eingestellt. Das waren 2.468 Hardtop-Coupés (2.315 aus den USA, 153 aus Kanada), 1.812 Hardtop-Limousinen (1.649 aus den USA, 118 aus Kanada), 1.343 Cabriolets (alle aus den USA) und 3.695 4-türige Limousinen (3.301 aus den USA, 394 aus Kanada). Die Preise bewegten sich zwischen 2.812 US-$ und 3.072 US-$.